# レッゲルヒェン

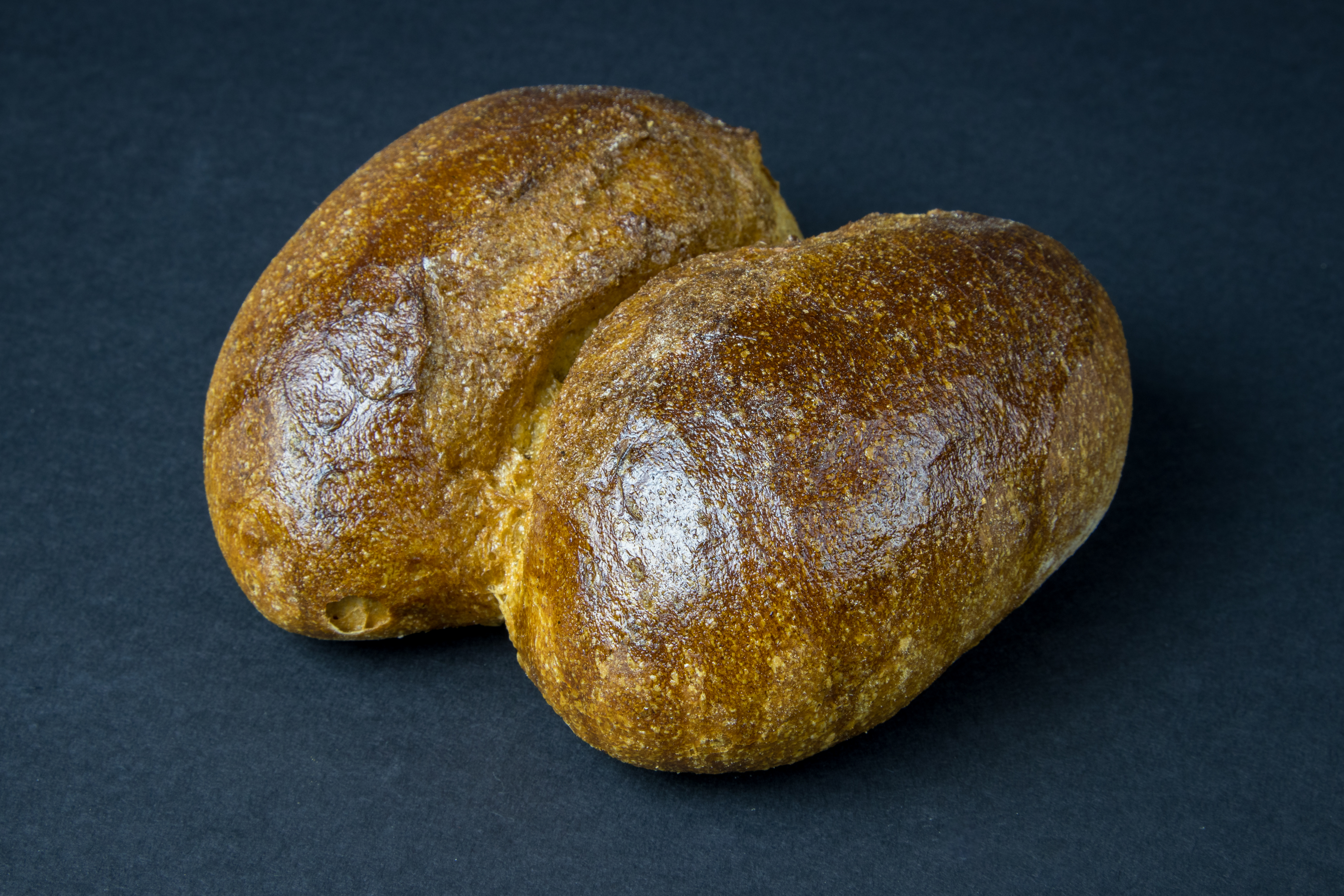
レッゲルヒェン（つながった状態）

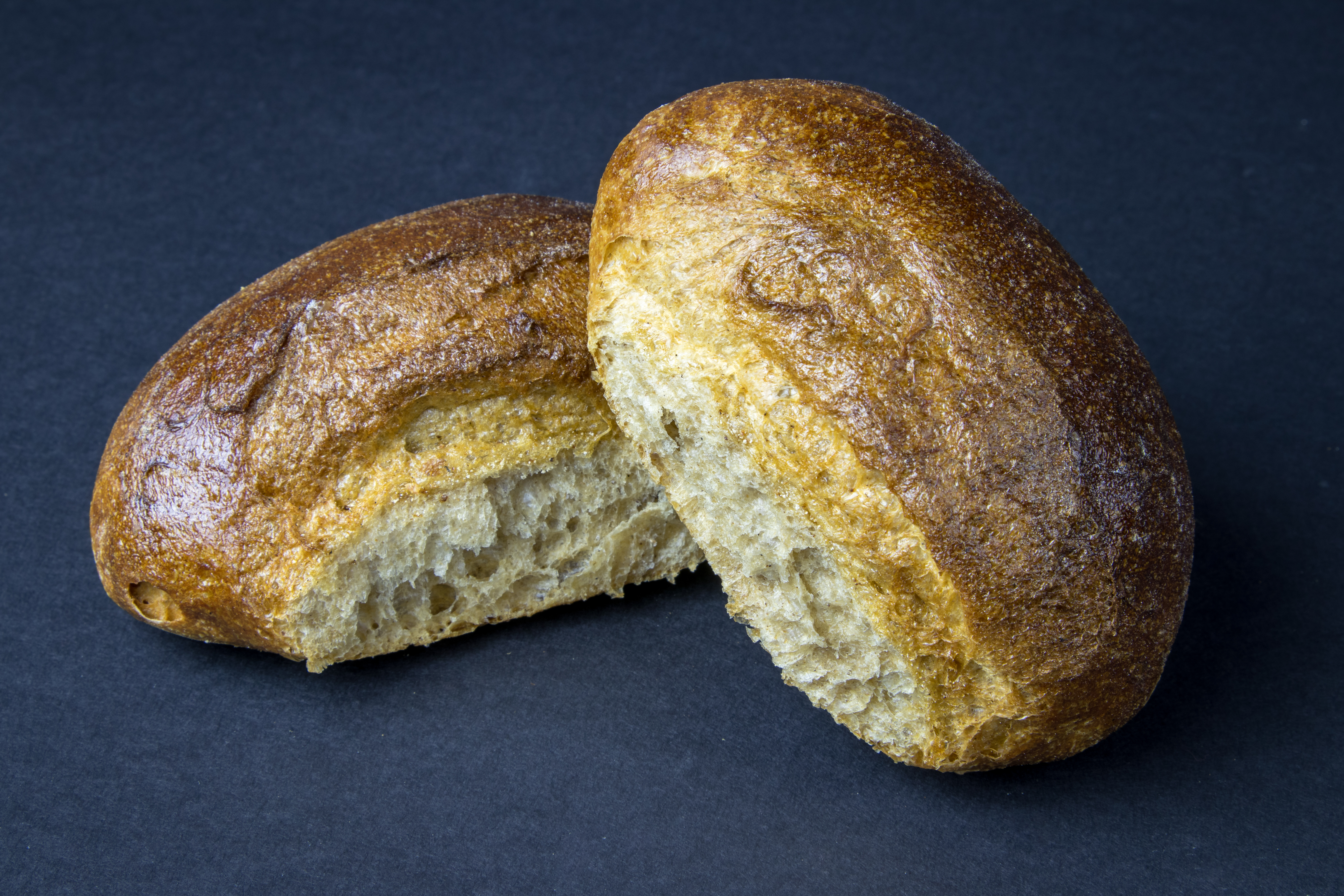
レッゲルヒェン（切り離した状態）

レッゲルヒェン（ドイツ語: Röggelchen）はドイツのパンの一種。
ドイツ西部のケルンやデュッセルドルフを中心としたラインラント地方で食されているライ麦粉入りの小型パン。
生地玉が2個ずつ繋がっている外見と、焦げ過ぎる直前くらいの状態まで焼き込まれるのが特徴である。ライ麦の含有量が多いほど濃い色の外見になる。